# La Saison du soleil
La Saison du soleil (太陽の季節, Taiyō no Kisetsu) est un roman japonais écrit en 1955 par Shintarō Ishihara, paru en français aux éditions Julliard, traduit du japonais par Kuni Matsuo avec une préface de Marcel Giuglaris.

## Détails
L'auteur reçut le prix Akutagawa pour ce roman à propos du style de vie de la jeunesse riche à Shōnan dans les années d'après-guerre. L'ouvrage rebondit sur les nouvelles mœurs japonaises rejetant l'ancienne garde déchue et s'adonnant à une vie de divertissements importés de l'Occident.

## Adaptations cinématographiques
- 1956 : La Saison du soleil (en)
- 2002 : Season of the Sun[3], série télévisée en 11 épisodes